# Saloniki

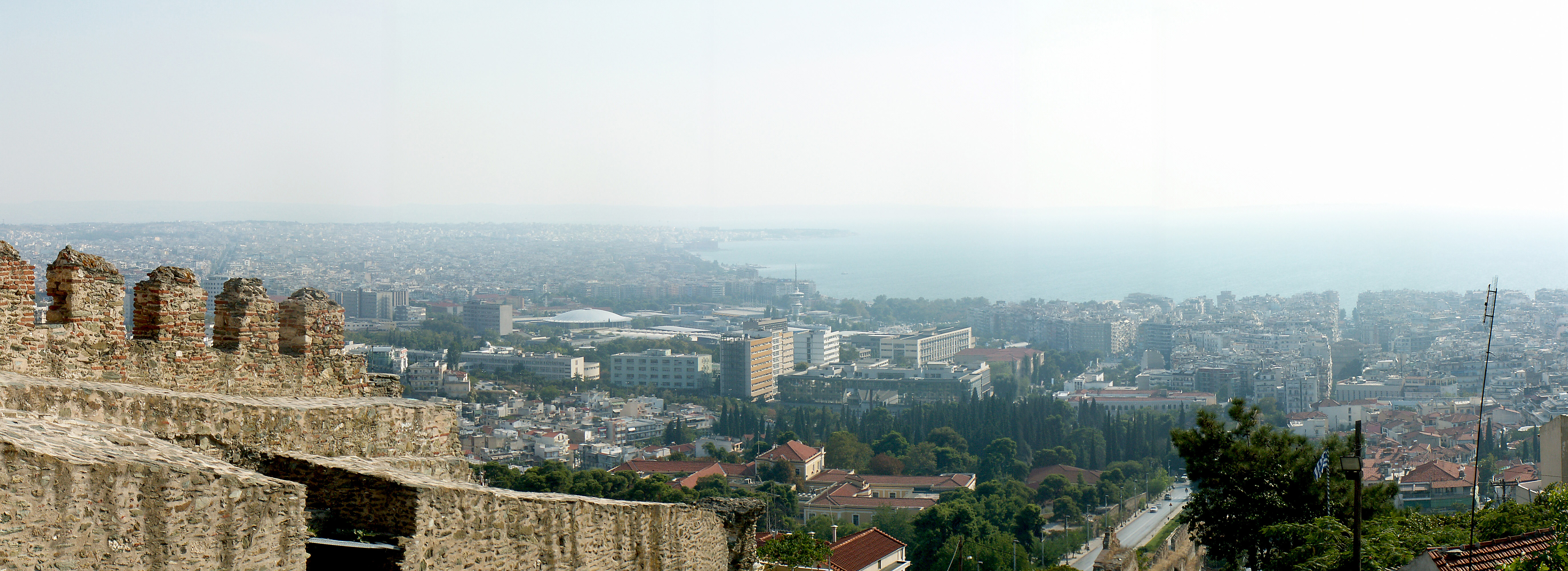
Panorama wschodniej i centralnej części miasta

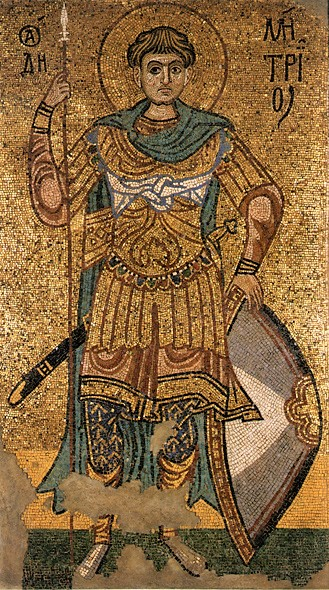
Dymitr z Tesaloniki – patron miasta

Saloniki (gr. Θεσσαλονίκη, Tesaloniki [θɛsalɔˈnici]ⓘ), hist. Tesalonika (gr. Θεσσαλονίκη, Thessaloníkē, łac. Egnatia, tur. Selanik, w kontekście cs. Солунь, Sołuń) – miasto w północnej Grecji, nad Zatoką Salonicką (Morze Egejskie). Drugie co do wielkości (po Atenach) miasto Grecji. Siedziba administracji zdecentralizowanej Macedonia-Tracja, regionu Macedonia Środkowa, jednostki regionalnej Saloniki i gminy Saloniki. W 2011 Saloniki liczyły 315 196 mieszkańców, a cały zespół miejski około 790 tys. mieszkańców.
Saloniki to ośrodek administracyjny największego greckiego regionu Macedonia, nieoficjalnie, przez Greków nazywany współstolicą lub stolicą Macedonii (greckiej). Prężne i z tradycjami centrum naukowo-akademickie, miejsce licznych kongresów i wystaw międzynarodowych, węzeł transbałkańskich autostrad.
Na początku XX wieku Saloniki były wielonarodowościową metropolią. Narodowość ówcześnie wyznaczano według przynależności do grupy wyznaniowej (patrz Traktat Lozański), toteż Słowian-Macedończyków i Słowian-Bułgarów grupowno, podobnie jak Greków i Arumunów (Wołochów), za Turków uznając ogólnie wszystkich wyznawców islamu; tak te grupy ujmując, na początku XX wieku najliczniejsi byli tu Żydzi (połowa ludności), drugą grupą co do liczebności byli muzułmanie (potocznie zwani Turkami), potem ludność greckoprawosławna (Grecy i Arumuni), Słowianie bałkańscy (Macedończycy i Bułgarzy), Ormianie i także wiele mniejszości.
Pretensje do Salonik i terenów aż po Olimp wysuwali politycy Bułgarii i Macedonii Północnej. Od 1992 do 2019 roku trwał konflikt grecko-macedoński dotyczący formy nazwy północnego sąsiada Grecji oraz interpretacji historii. Zarówno Macedończycy-Słowianie, jak i Macedończycy-Grecy uważają się bowiem za spadkobierców starożytnej Macedonii.

## Nazwa
Przyjęta zwyczajowo i historycznie, polska nazwa to Saloniki z gr. η Θεσσαλονίκη (Tesaloniki). Natomiast w języku greckim oryginalną nazwą pozostaje Θεσσαλονίκη (w liczbie pojedynczej rodzaju żeńskiego), jako utworzona od imienia macedońskiej Tessaloniki; w starożytności przyjęta w fonetycznej postaci Thessalonike.
Łacińską nazwą miasta z czasów rzymskich jest  Egnatia, gdy było ono siedzibą garnizonu, a później sztabu wojsk dla wschodniej części rzymskiego imperium. Nazwa ta nierzadko powraca współcześnie, np. w przypadku najdłuższej greckiej autostrady Via Egnatia, łączącej zachodnie wybrzeże z granicą wschodnią.
W kontekście języka staro-cerkiewno-słowiańskiego używana jest zeslawizowana nazwa Sołuń; stąd też święci Cyryl i Metody nazywani są „Braćmi sołuńskimi”.

## Historia
Założone ok. 315 p.n.e. przez króla Macedończyków Kassandra i nazwane na cześć jego żony, Tessaloniki, córki Filipa II i przyrodniej siostry Aleksandra Wielkiego. Od 146 p.n.e. miasto należało do państwa rzymskiego, w którym z biegiem czasu stało się jednym z najważniejszych miast. W wyniku nowego podziału administracyjnego, wprowadzonego przez Dioklecjana, Saloniki stały się jedną z czterech stolic cesarstwa, a za panowania jego następcy, Galeriusza ugruntowały pozycję wojskowej stolicy wschodniej części imperium. Przez miasto biegł główny szlak komunikacyjny między Rzymem i jego posiadłościami na Wschodzie (Via Egnatia). W mieście powstała jedna z pierwszych gmin chrześcijańskich, do której Święty Paweł skierował dwa ze swoich listów. Miasto było miejscem urodzenia i początkowej działalności Cyryla i Metodego w IX wieku.
Po podziale imperium rzymskiego miasto stało się częścią Bizancjum. W VII wieku odparło oblężenie Słowian. W 904 zostało splądrowane przez Arabów, a w 1185 przez Normanów. W latach 1204–1224 było stolicą łacińskiego Królestwa Tesaloniki, podbite przez władcę Epiru w latach 1227–1242 było stolicą efemerycznego Cesarstwa Tesaloniki. Od 1246 ponownie we władaniu cesarzy bizantyjskich (wpierw cesarzy Nicei). W 1387 zdobyte przez Turków, odzyskane przez Bizancjum w 1405, w 1423 sprzedane Wenecji. W 1430 po krwawym oblężeniu ostatecznie zdobyte przez Turków, przez następnych pięć stuleci wchodziło w skład Imperium Osmańskiego. Przez prawie cały okres swej historii stanowiło metropolię znacznie przekraczającą swym przyciąganiem dzisiejsze granice państwowe. Na początku XX wieku miasto było głównym ośrodkiem działań Młodych Turków, w Salonikach urodził się Mustafa Kemal Atatürk. Podczas wojen bałkańskich zajęte przez Grecję 8 listopada 1912, choć wojska bułgarskie, tocząc zacięte walki, również dotarły w pobliże Salonik.
Z dokumentacji wynika, że w 1913 roku Saloniki zamieszkiwało 157 889 osób, z czego 61 439 Żydów, 45 889 Muzułmanów, 39 956 wiernych kościoła greckiego, 6263 wiernych kościoła bułgarskiego, 2721 Cyganów, 1621 osób innych narodowości lub wyznań.
W 1915 podczas I wojny światowej w mieście wylądowała armia Ententy, która następnie rozpoczęła próby natarcia przeciwko Bułgarii. Przełamanie obrony państw centralnych udało się dopiero w 1918, po latach bezowocnych walk. W 1917 miasto zniszczył pożar. Wybuchł przypadkowo i strawił przede wszystkim dzielnice zamieszkiwane przez ludność żydowską, czyniąc bezdomnymi znacznie ponad 50 tysięcy ich mieszkańców. Odbudowano je na nowoczesnym planie europejskim, w dużej mierze niszcząc historyczny wygląd Salonik. Pożar zapoczątkował emigrację licznych rodzin żydowskich do Palestyny.
29 września 1918 roku w Salonikach podpisano rozejm salonicki.
W wyniku wymiany ludności między Grecją i Turcją po 1922 roku, do miasta napłynęły masy greckich uchodźców z centralnej i wschodniej części obecnej Turcji. Ludność muzułmańską przesiedlono z Salonik do Turcji. Niektóre przesiedlenia przybierały brutalny charakter. Według dokumentacji strony greckiej miało miejsce m.in. ludobójstwo Greków Pontyjskich, w prowincji Trapezunt, analogiczne z rzeziami Ormian. Do Salonik przybyła schronić się też część greckiej i ormiańskiej ludności ocalałej ze spalonej przez Turków Smyrny (miasta na wschodnim wybrzeżu Morza Egejskiego). Ze Smyrny przeniosła się do Salonik część ludności żydowskiej, choć dzielnica żydowska nie ucierpiała wskutek tzw. wielkiego pożaru i masakry chrześcijan. W latach 1923–1930 znaczną część ludności słowiańskiej stopniowo wysiedlano, głównie do Bułgarii, jednocześnie przyjmując bułgarskich Greków. Pozostała tu, na swe życzenie, ta ludność słowiańskojęzyczna, którą urzędowo uznano za przymusowo zeslawizowanych Greków. W konsekwencji, obligatoryjnie zmieniono zapis ich nazwisk, z powrotem na brzmienie greckie, zhellenizowano również szkolnictwo.
W dniu 9 kwietnia 1941 roku miasto zostało zajęte przez wojska niemieckie. W następstwie tego, miasto dawniej nazywane przez Żydów „Drugą Jerozolimą”, znalazło się pod okupacją niemiecką. Wymordowano wtedy prawie 60 tys. salonickich Żydów (97% społeczności żydowskiej miasta).
W okresie okupacji niemieckiej Grecja i sąsiednia Jugosławia wyróżniały się prężnym ruchem oporu. W Salonikach jego bohaterem został sportowiec i konspirator Jerzy Iwanow-Szajnowicz. Istnieje o nim m.in. książka i film Agent nr 1. Największa do niedawna hala sportowa Salonik nazwana została Ivanofo. Iwanow jest bohaterem tak dla polskiego, jak i greckiego narodu.

## Klimat
Położone nad morzem miasto leży w strefie klimatu śródziemnomorskiego Średnia rocznych opadów wynosi 410 mm. Opady śniegu są sporadyczne. Przez większą część lata temperatury są tu przeciętnie o 2 stopnie niższe, niż w Atenach. Jednak tereny Grecji położone bezpośrednio na Północ od Salonik leżą już w strefie przejściowej, z cechami klimatu śródziemnomorskiego i kontynentalnego, z dużymi opadami śniegu. Rokrocznie funkcjonują tam kurorty narciarskie.

## Budowle

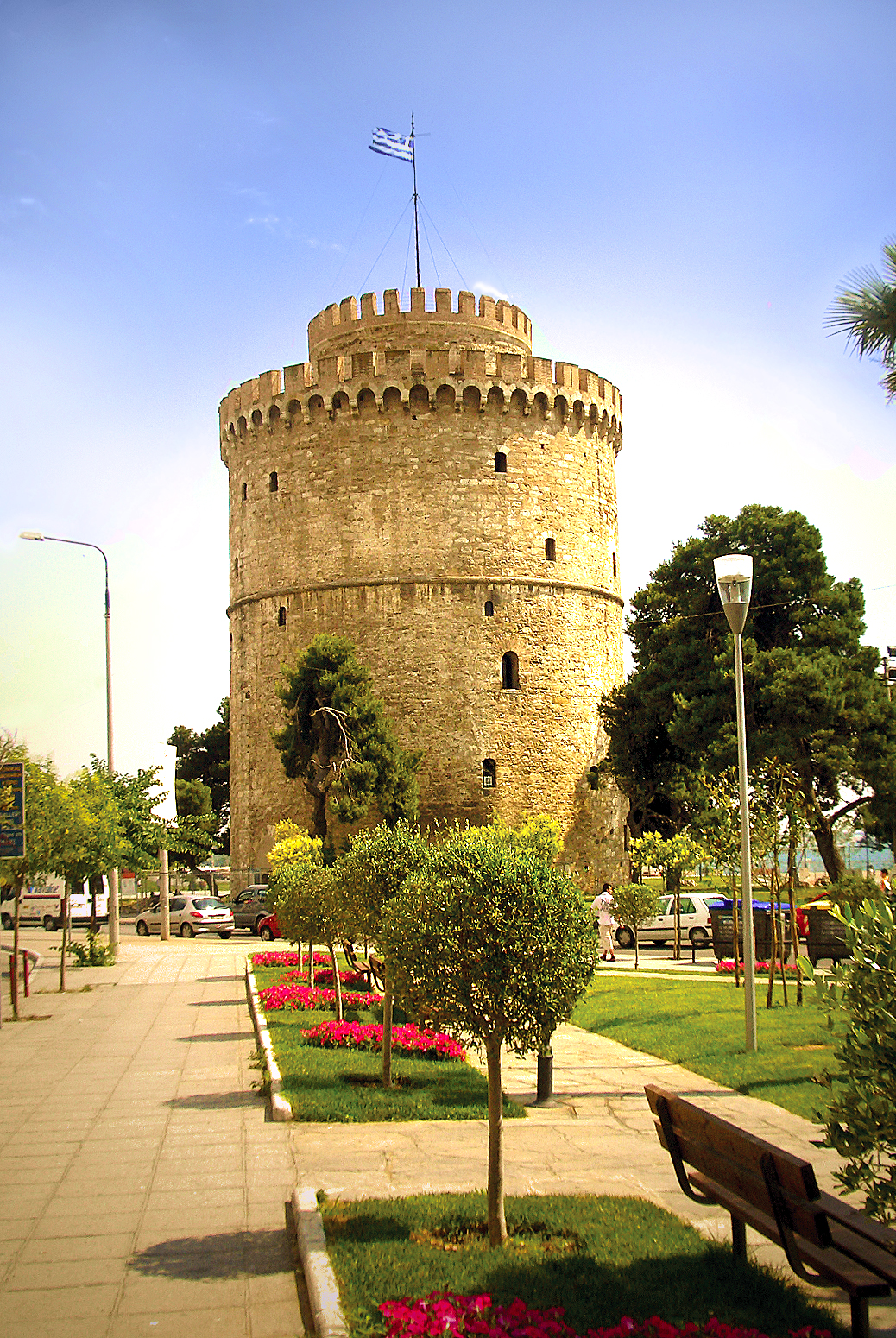
Biała Wieża

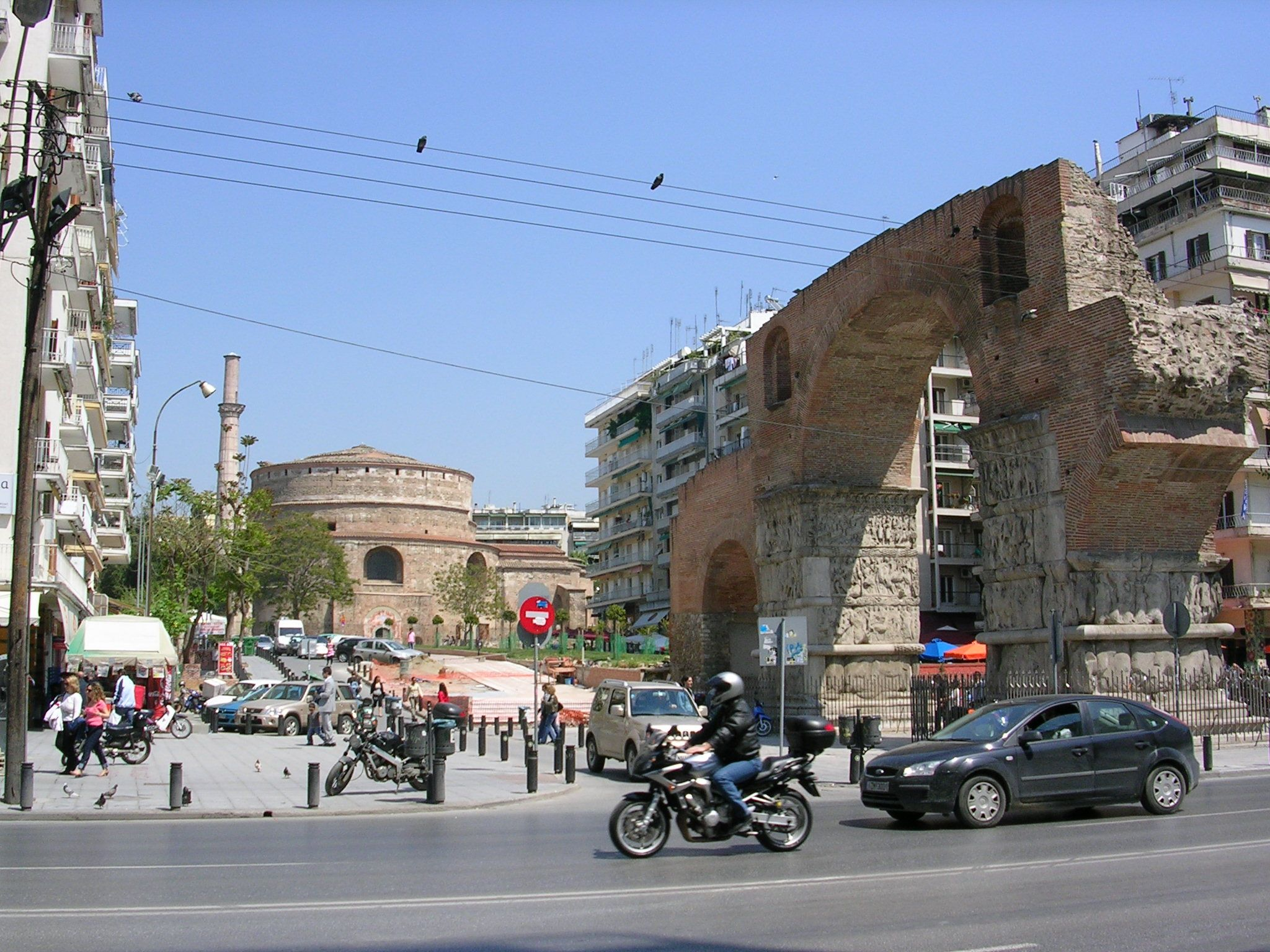
Łuk i Rotunda Galeriusza (Kościół Św.Jerzego)

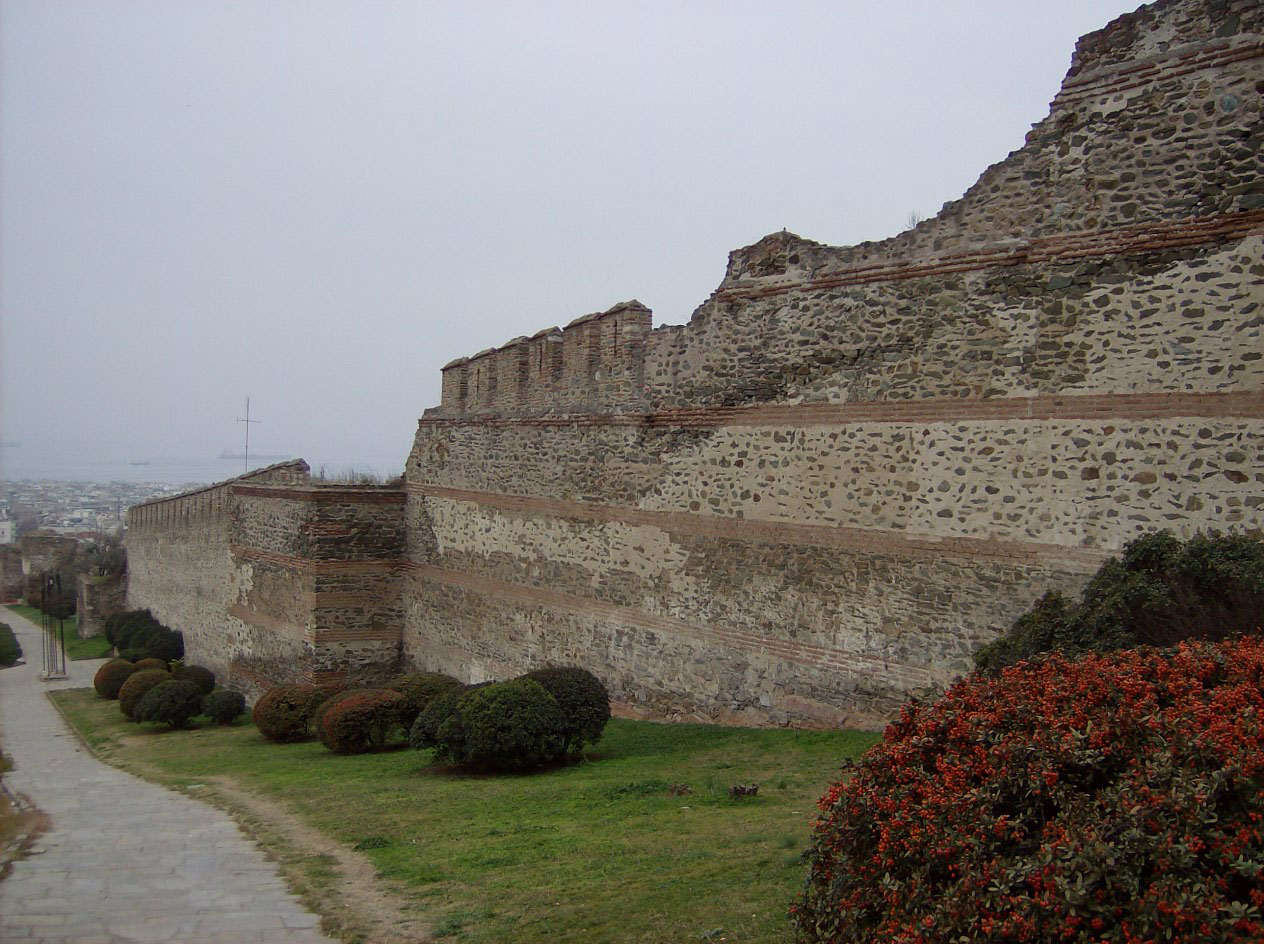
Bizantyjskie mury

- Biała Wieża (gr. Λευκός Πύργος, Lefkos Pirgos) została wybudowana przy nabrzeżu przez osmańskiego sułtana Sulejmana Wspaniałego, uważana jest powszechnie za symbol miasta. Dawniej należała do fortyfikacji otaczających Saloniki. Jej szczyt służy za dogodny punkt widokowy na miasto. W jej pobliżu znajduje się pomnik Aleksandra Wielkiego.

- Przy ulicy Dimitriosa Gunarisa znajdują się Łuk i Mauzoleum Galeriusza, znane jako Kamara i Rotunda. Łuk (zachowały się tylko jego resztki) postawiono między 298 a 299 r. n.e. dla uczczenia zwycięstwa tetrarchy Galeriusza nad sasanidzkimi Persami i zajęcia ich stolicy Ktezyfonu w 298 roku. Był wykonany z czerwonego kamienia i bogato zdobiony. Mauzoleum, w którym miał być pochowany cesarz Galeriusz, wybudowano ok. 304 roku. W późniejszych czasach zostało zamienione na kościół św. Jerzego.
- Bazylika św. Dymitra (V – VII w.) jest najważniejszą świątynią miasta, a sam święty – jego patronem. Zabytek jest położony powyżej pozostałości po agorze i rzymskim forum. Znajduje się w nim muzeum; posiada 3 boczne kaplice, a także zespół podziemnych katakumb z celą, w której więziono świętego.
- W Salonikach zachowały się też bizantyńskie obwarowania, m.in. cytadela Heptapyrgion (gr. Siedmiowieżowa)
- bizantyńskie świątynie: Panagia Acheiropoietos (V w.), Hosios Dawid (V-VI w.), Panagia Chalkeon (XI w.), św. Pantelejmona (XII w.), Proroka Eliasza (XIII w.), św. Katarzyny (XIII w.), św. Mikołaja (XIII-XIV w.), Apostołów (XIV w.) oraz monaster Wlatadon (XIV w.).

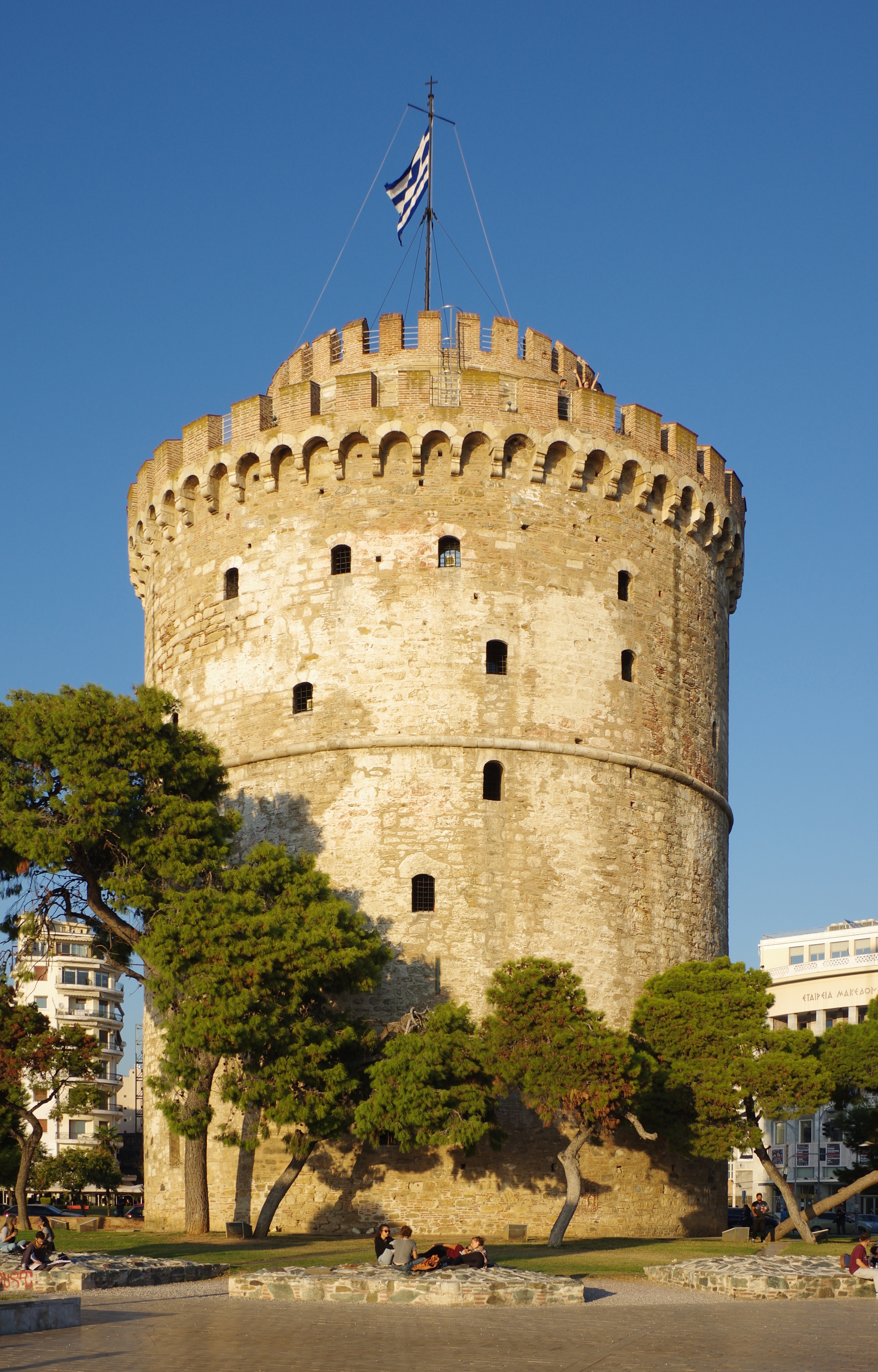
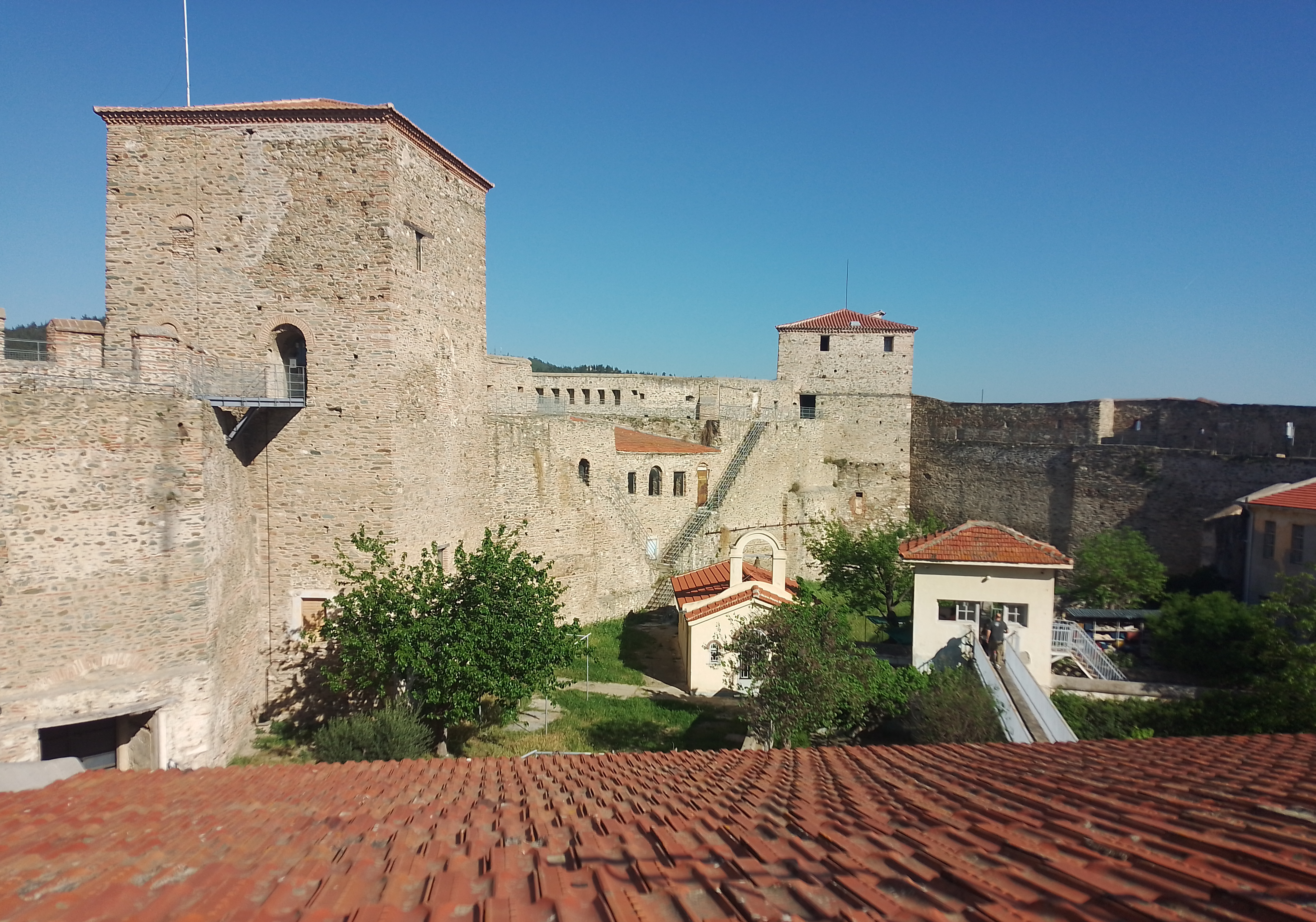
tureckie meczety   - Zamek Heptaprygo
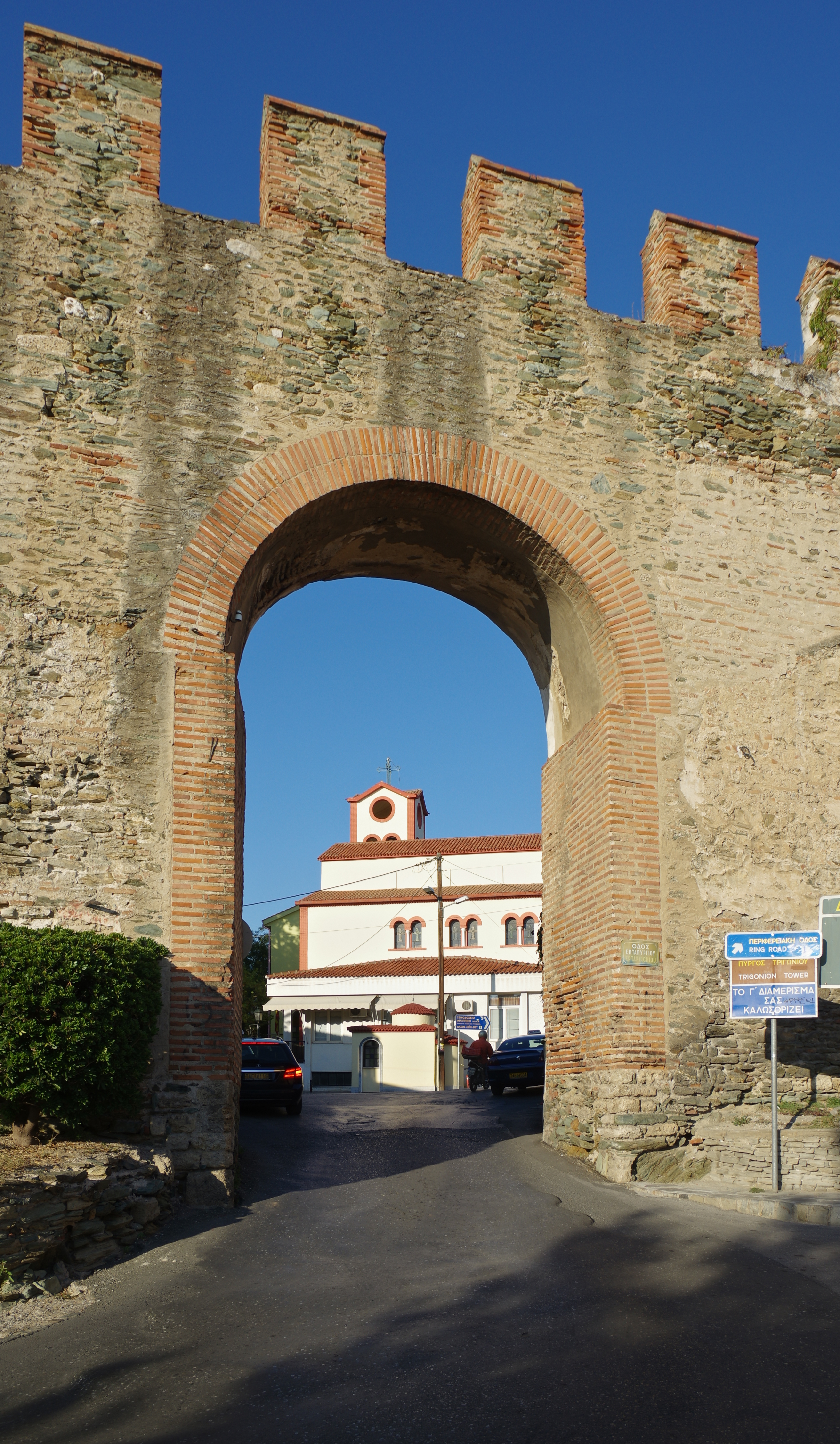
Brama w murach
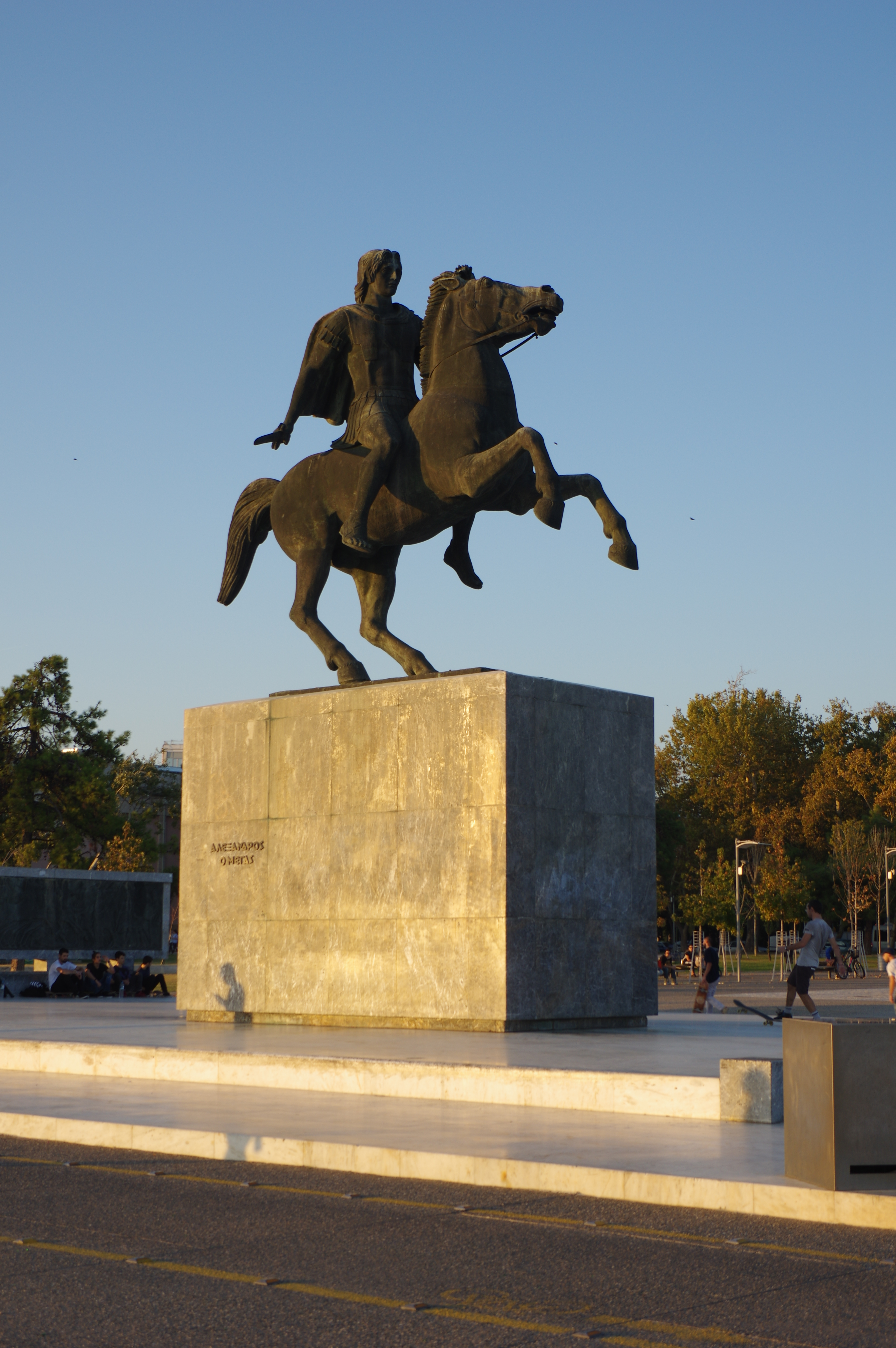
Pomnik Aleksandra Wielkiego
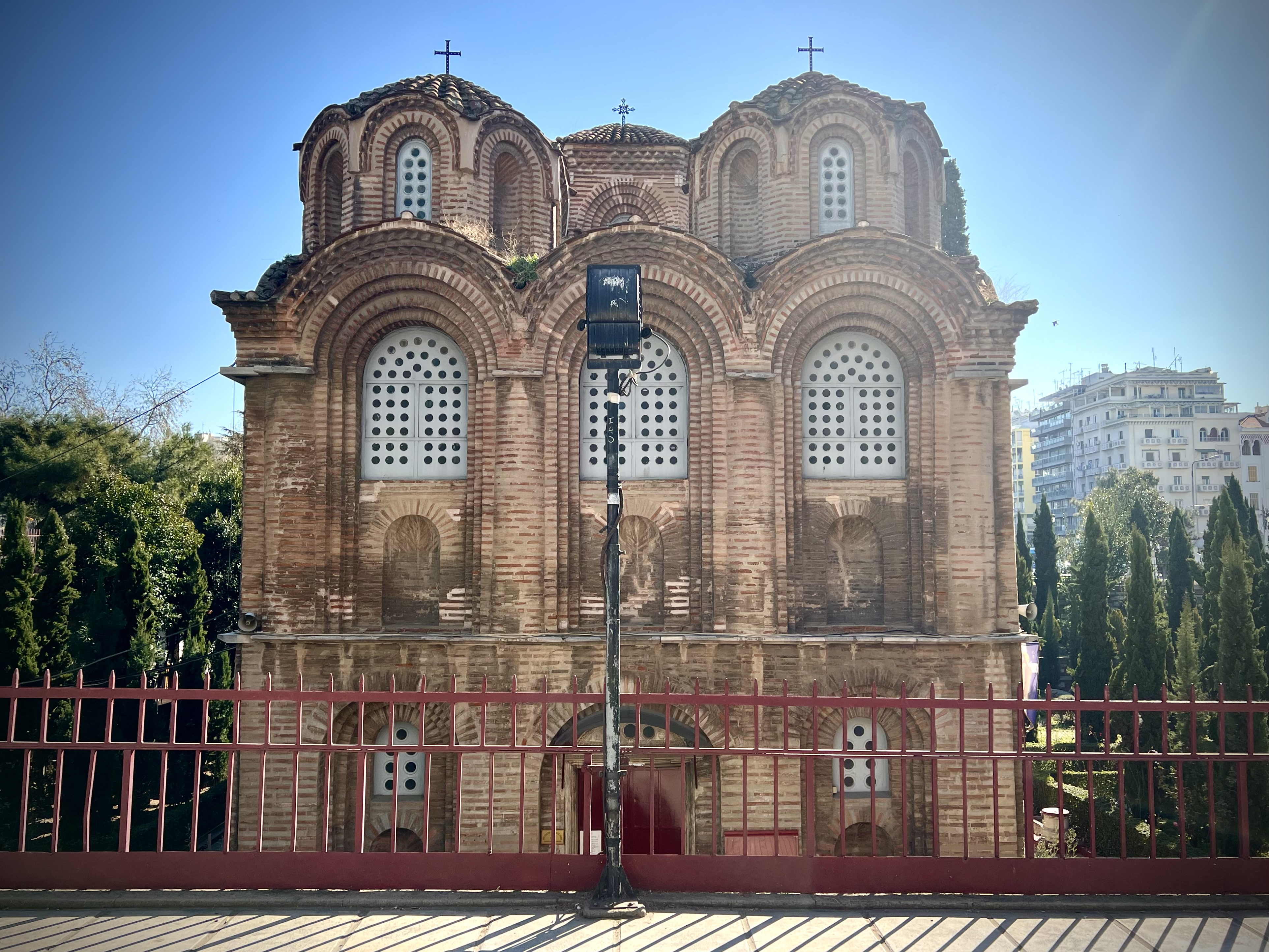
Cerkiew Panagia Chalkeon
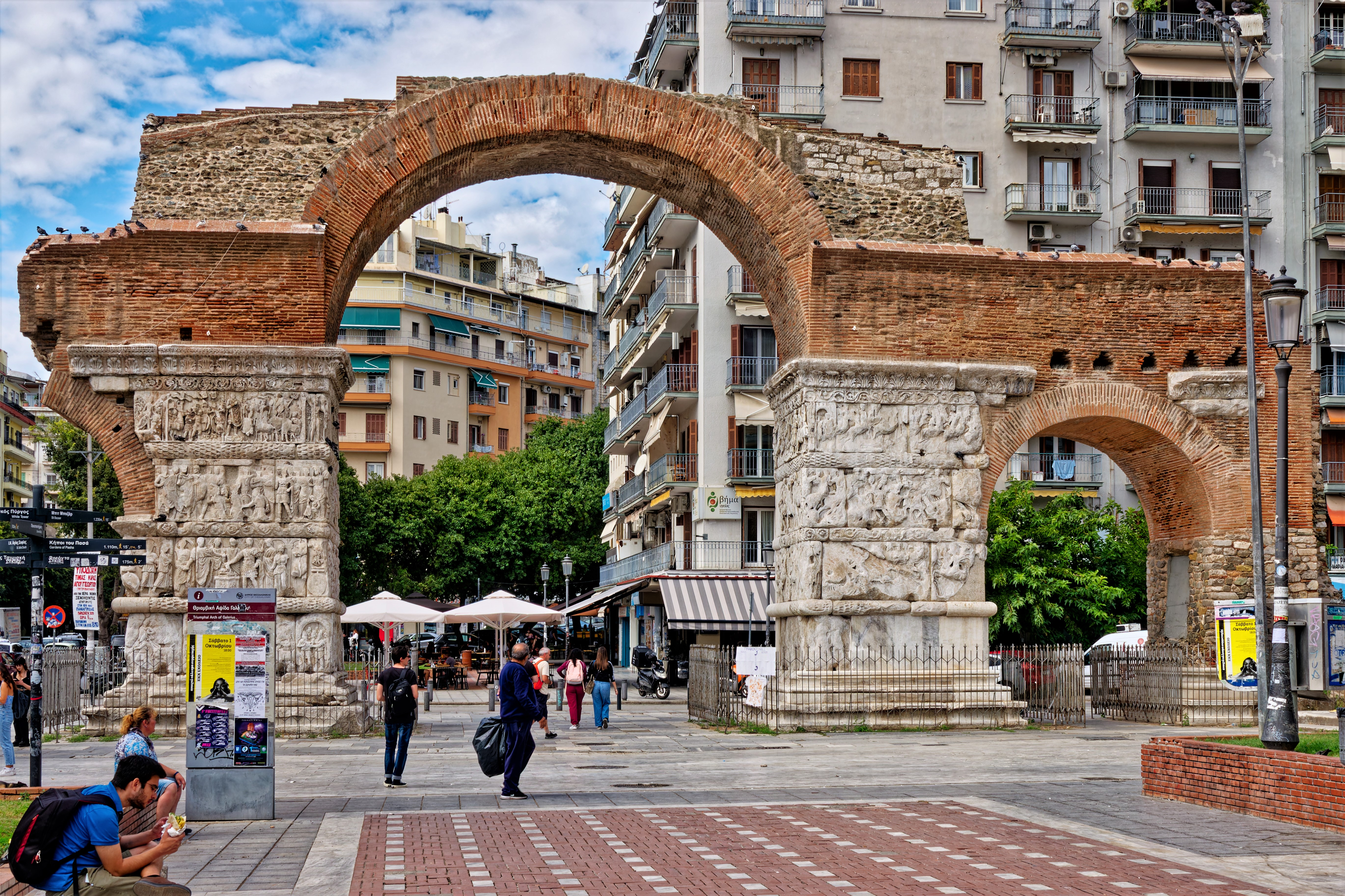
Łuk Triumfalny
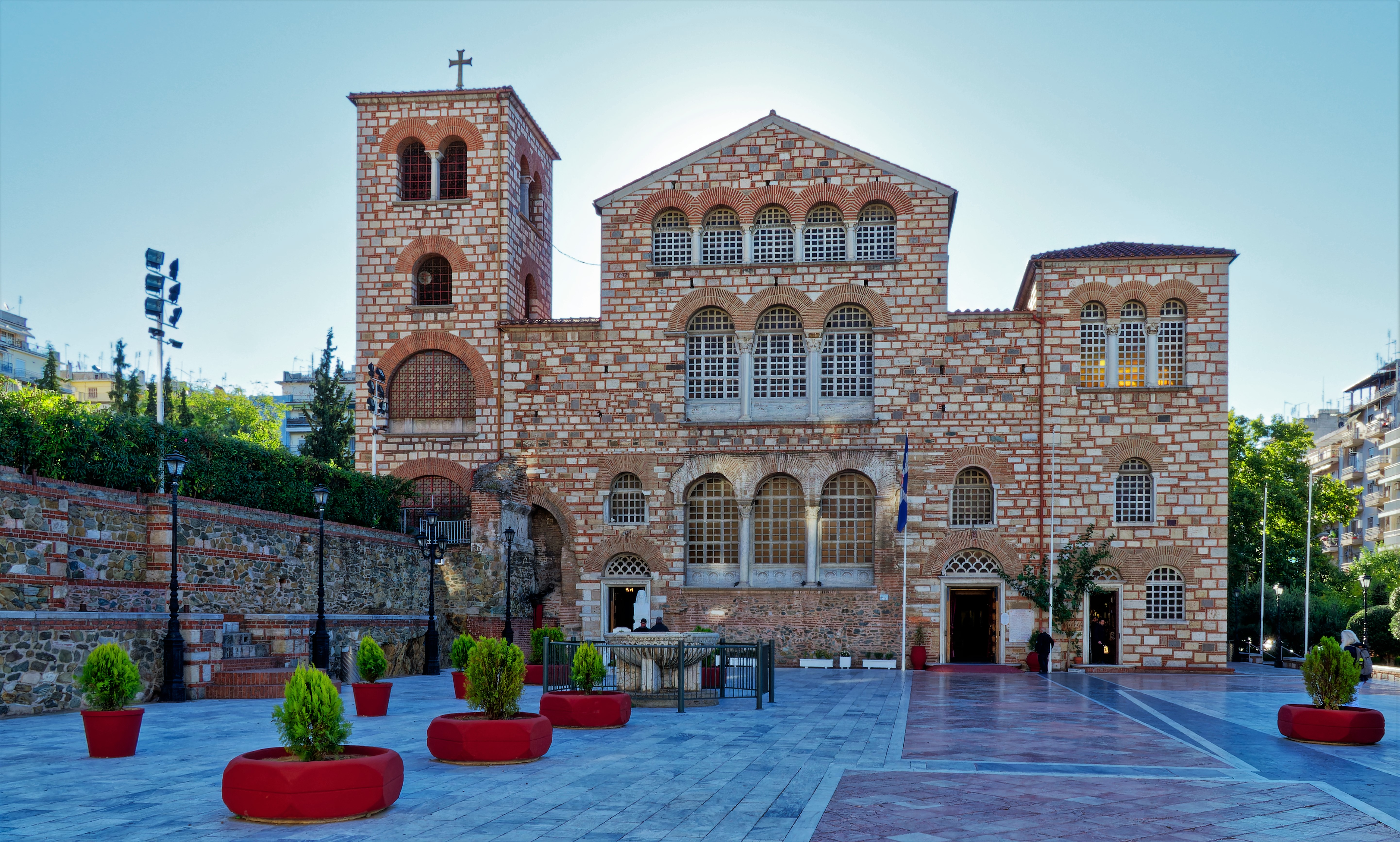
Bazylika Demetriosa
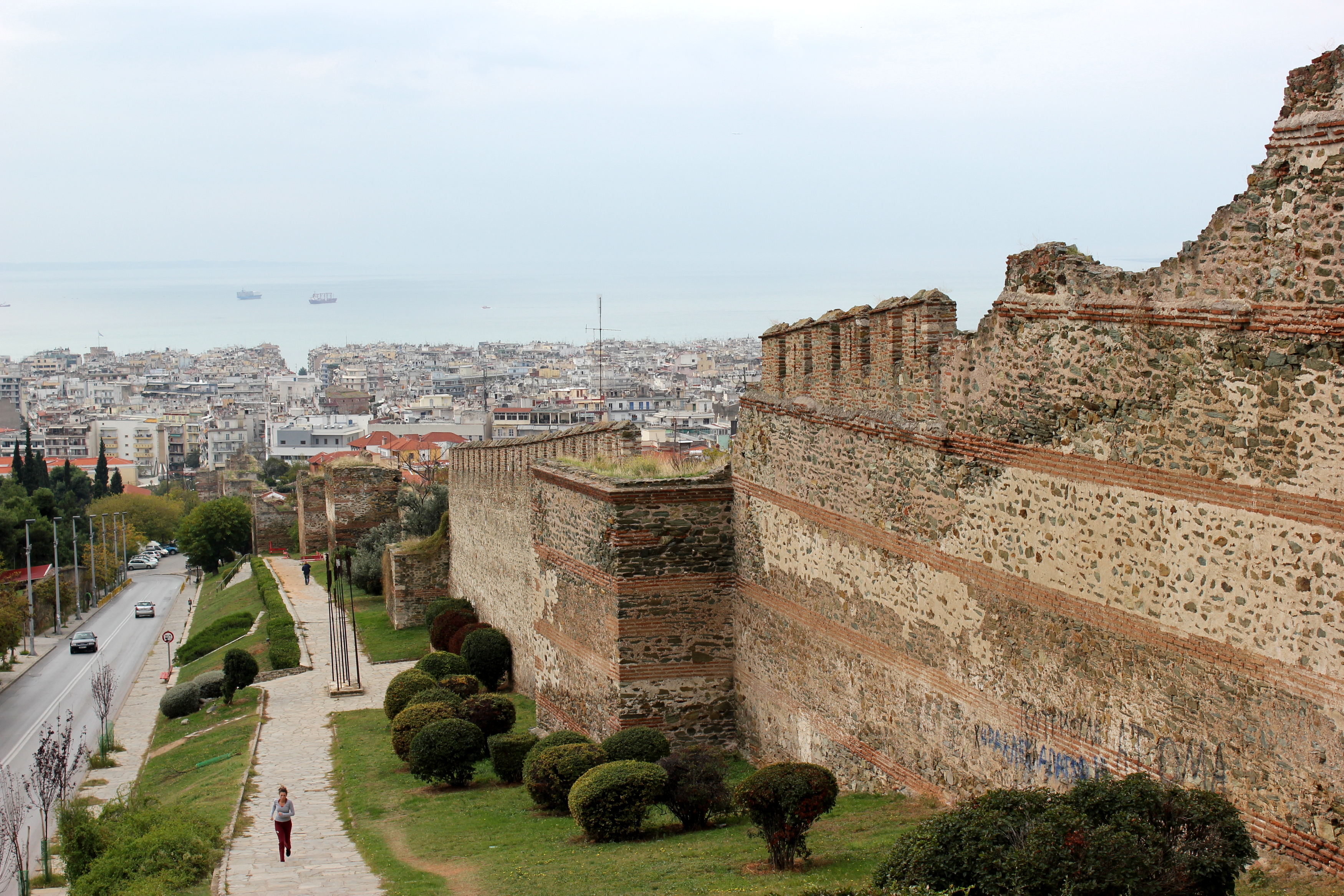
Mury obronne
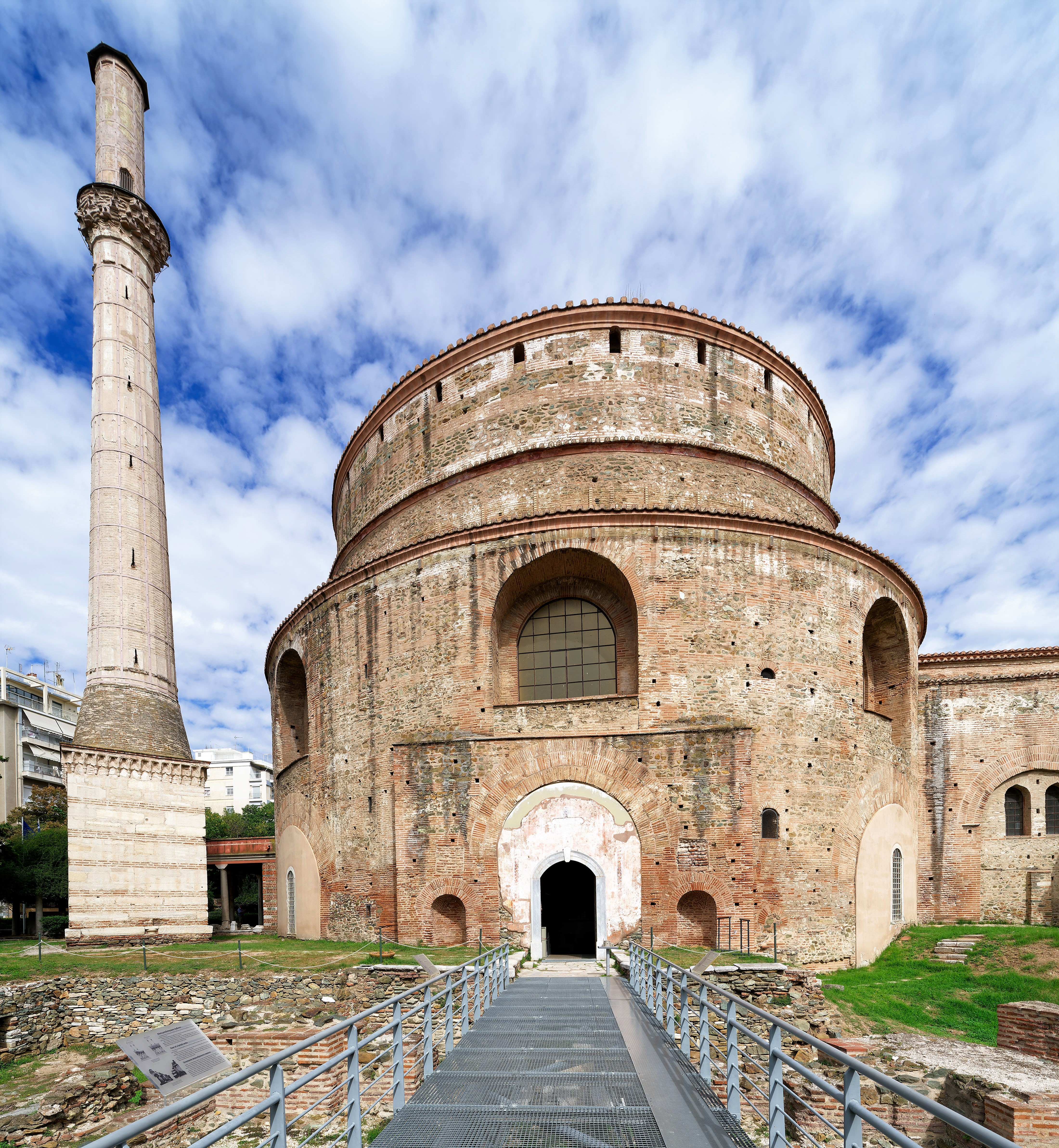
Rotunda Galeriusa
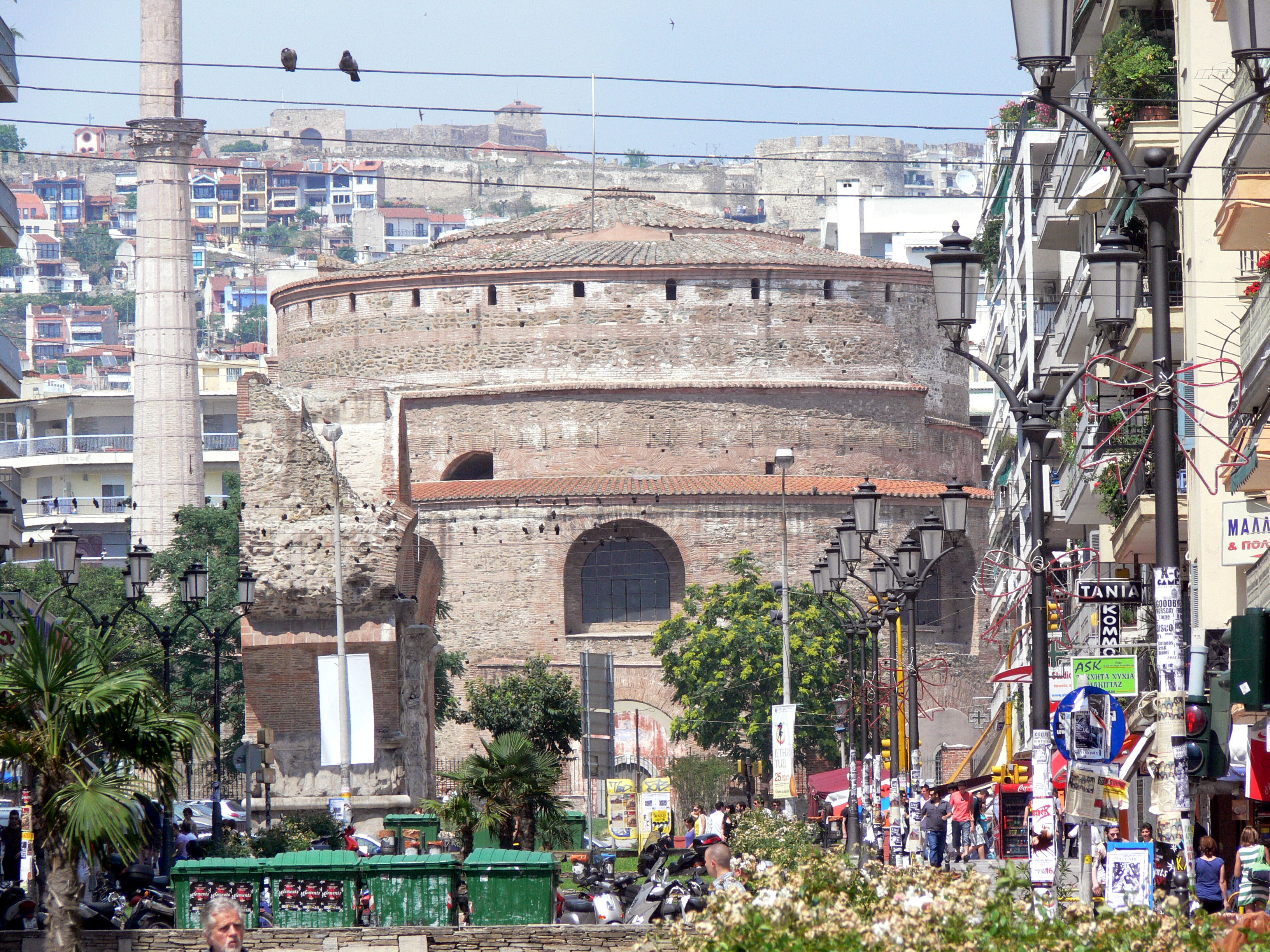
Rotunda
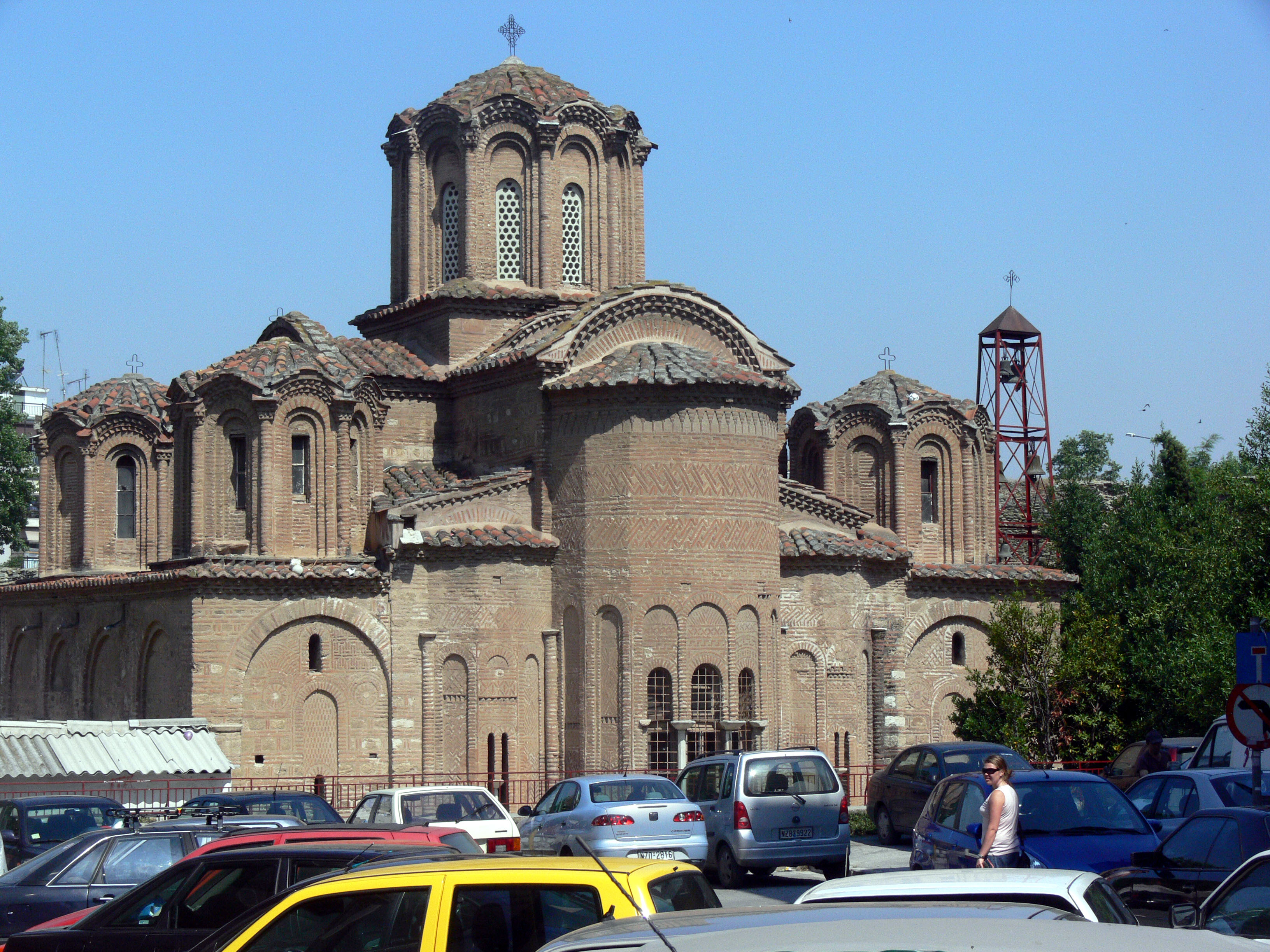
Cerkiew
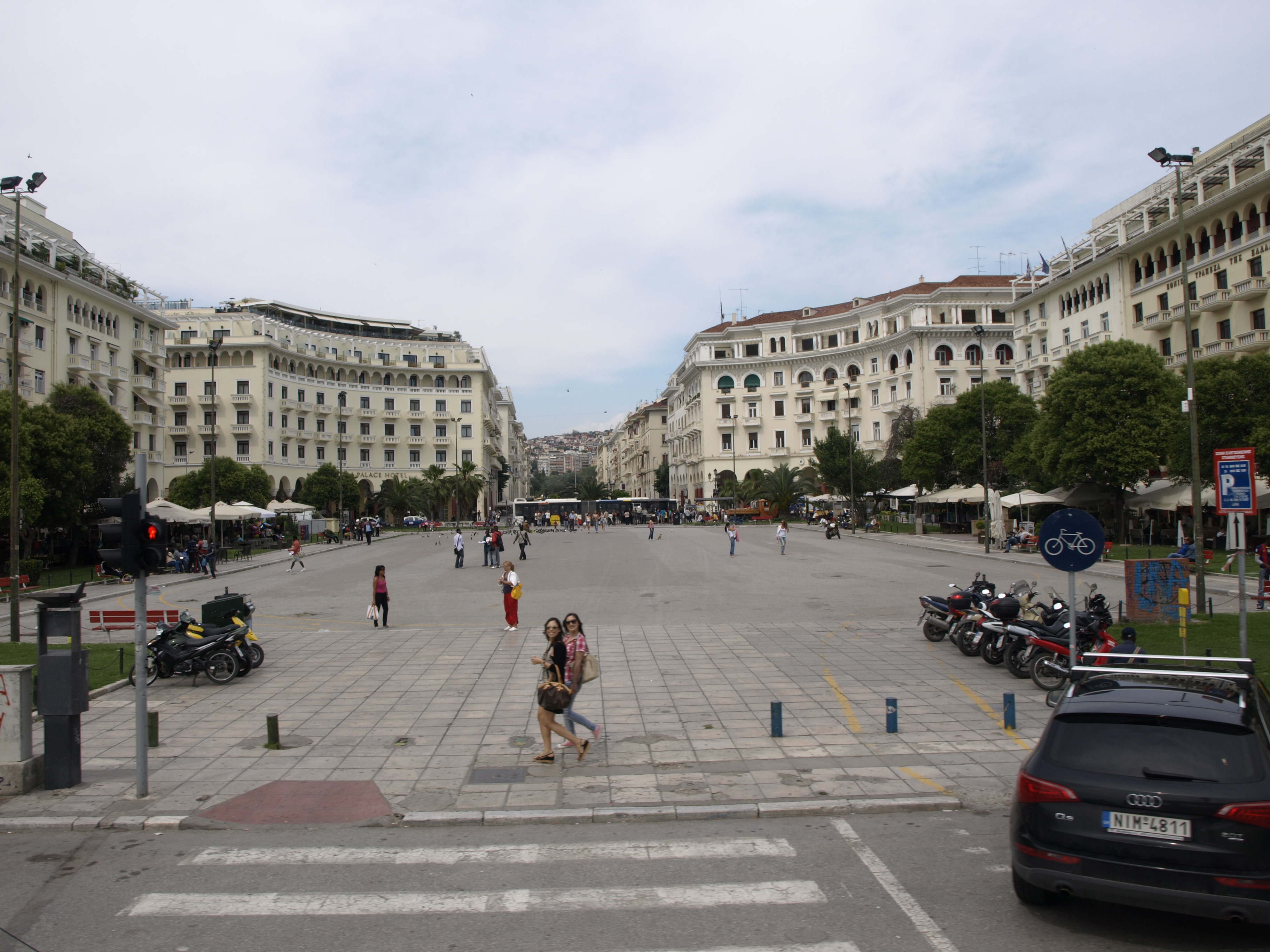
Plac Arystotelesa
Plan historycznej części miasta
  - Brama w murach
  - Pomnik Aleksandra Wielkiego
  - Cerkiew Panagia Chalkeon
  - Łuk Triumfalny
  - Bazylika Demetriosa
  - Mury obronne
  - Rotunda Galeriusa
  - Rotunda
  - Cerkiew
  - Plac Arystotelesa
  - Plan historycznej części miasta

## Sport
W mieście funkcjonuje wiele klubów sportowych, w tym odnoszące sukcesy na arenach europejskich. Najbardziej znane kluby piłkarskie: Aris FC, Iraklis i PAOK FC. PAOK BC to także znany klub koszykarski, a drużyna Iraklisa odnosi sukcesy również w piłce siatkowej.

## Miasta partnerskie
- Hartford, USA (5 maja 1962)
- Płowdiw, Bułgaria
- Melbourne, Australia
- Limassol, Cypr
- Lipsk, Niemcy
- Bolonia, Włochy
- Bratysława, Słowacja
- Kolonia, Niemcy
- Konstanca, Rumunia
- San Francisco, USA
- Nicea, Francja (20 marca 1992)
- Aleksandria, Egipt
- Tel Awiw-Jafa, Izrael
- Tiencin, Chińska Republika Ludowa (4 marca 2002)
- Kolkata, Indie (21 stycznia 2005)
- Korcza, Albania (14 października 2005)